# 5·18民主化运动记录馆
5·18民主化运动记录馆（韓語：광주광역시 5·18민주화운동기록관）是韩国光州市政厅所属的一个机构，用于永久保存和展示光州民主化运动有关记录，518相关档案于2011年入选联合国教科文组织的世界记忆名录。
记录馆以韩语、中文、日语、英语、德语、法语等语言展示，记录馆主任相当于地方书记官或任期制公务员。
5·18民主化运动记录馆由旧光州天主教会大楼改建，记录馆口号为“记忆留下记录，记录留下历史”。

## 历史
2014年5月13日，记录馆开工典礼举行。2015年5月13日，5·18民主化运动记录馆正式开馆。